# Сборная Голуэя по гэльским играм
Сборная Голуэя по гэльским играм, как орган управления — Голуэйские советы Гэльской атлетической ассоциации или Советы графства Голуэй при Гэльской атлетической ассоциации (англ. Galway County Boards of the Gaelic Athletic Association / Dublin GAA, ирл. Cumann Lúthchleas Gael Coiste Chontae na Gaillimhe / CLG Coiste Chontae na Gaillimhe), транслитерированное название Голуэй ГАА — команда традиционного графства Дублин, выступающая в соревнованиях Гэльской атлетической ассоциации. Относится к числу 32 команд графств острова Ирландия, заведует развитием гэльских игр в графстве Голуэй как на уровне отдельных команд, так и всего графства.
Голуэй считается не только одним из немногих «двойных графств» острова Ирландия, где хорошо развиты как гэльский футбол, так и хёрлинг, но и единственным графством, где обоими видами спорта заведуют разные советы. Команда Голуэя является одной из наиболее титулованных команд как по гэльскому футболу (9 побед во Всеирландском чемпионате и 46 в чемпионате Коннахта), так и по хёрлингу (5 побед во Всеирландском чемпионате, 25 в чемпионате Коннахта и 3 в чемпионате Ленстера, где Голуэй начал выступать после упразднения чемпионата Коннахта).

## Структура
Юрисдикция Голуэйских советов ГАА распространяется на территорию традиционного графства Голуэй в составе Республики Ирландия. Советы подчиняются Коннахтскому совету ГАА. От других графств Голуэй отличается тем, что гэльскими играми заправляют два отдельных совета: футбольный совет Голуэя (гэльский футбол) и совет по хёрлингу Голуэя (хёрлинг), вследствие чего у команд по гэльскому футболу и хёрлингу в своё время были две разных эмблемы, два разных комплекта домашней и гостевой форм и два разных спонсора. Теоретически Совет графства Голуэй мог бы быть вышестоящим органом, однако на практике оба совета были автономными с точки зрения финансового обеспечения и руководства.
В 2013 году советы были заменены соответствующими комитетами, руководители которых назначались Советом графства (или Комитетом графства). Финансовое управление также было централизовано; у команд по гэльскому футболу и хёрлингу появился единый спонсор, единая эмблема и единый комплект формы. Комитеты занялись, в соответствии со своими кодексами, организацией регулярных клубных чемпионатов графства по гэльскому футболу и хёрлингу. Так, ежегодно проводятся чемпионаты среди молодёжных команд, юниоров и дублёров по хёрлингу, организуемые соответствующим комитетом; турниры по гэльскому футболу организуются региональными Западным и Северным комитетами. Сборные графства собираются под руководством Комитета графства Голуэй, а молодёжные и юниорские клубы (команды до 16 лет) — под руководством отдельных комитетов. Все команды до 11 лет находятся в введении Игрового и тренерского комитета.

### Эмблема и цвета
Традиционные цвета Голуэя — бордовый и белый. В первые годы существования Всеирландских чемпионатов формой сборной Голуэя была форма клуба-чемпиона графства. С 1936 года основным цветом стал бордовый; с 1950 года на футболках изображается сборной эмблема графства (разная для разных видов спорта). Традиционный комплект формы — бордовые футболки, белые трусы и бордовые носки (в прошлом основной комплект был полностью бордового цвета).
До 2013 года у команд по гэльскому футболу и хёрлингу были собственные логотипы. Логотип команды по гэльскому футболу включал в себя Голуэйское рыболовное судно с изображением мяча и девизом графства Ceart agus Cóir, логотип по хёрлингу — герб города Голуэй, название графства на ирландском Gaillimh и аббревиатуру CLG' внизу. Единая эмблема была принята в 2013 году перед стартом Национальной футбольной лиги Ирландии и Национальной лиги хёрлинга: она основана на логотипе команды по хёрлингу с подписью GAA Gaillimh.

### Спонсоры
Следующие компании становились в своё время спонсорами сборной Голуэя по гэльским играм:
| Годы          | Спонсор               | Спонсор      |
| Годы          | Гэльский футбол       | Хёрлинг      |
| ------------- | --------------------- | ------------ |
| 1880-е — 1983 | без спонсора          | без спонсора |
| 1983—1989     | Tommy Varden Catering | без спонсора |
| 1990—2008     | Tommy Varden Catering | Supermac's   |
| 2008—2011     | Aer Arann             | Supermac's   |
| 2011—2012     | Cancer Care West      | Supermac's   |
| 2013—н. в.    | Supermac's            | Supermac's   |

Первым спонсором команд в истории Голуэя стала компания Tommy Varden Catering, спонсировавшая команду по гэльскому футболу в 1980-е годы. Спонсорство тогда не приветствовалось в ГАА, и до 1991 года положения о спонсорах были очень жёсткими. Первым спонсором команды по хёрлингу стала в 1989 году сеть ресторанов фастфуда Supermac’s. В 2008 году почти 25-летнее сотрудничество Tommy Varden с командой по гэльскому футболу закончилось, и спонсором стала авиакомпания Aer Arann. Компания была спонсором команды в 2008—2010 годах. В 2011—2012 годах на футболках изображался логотип Cancer Care West — команда Голуэя стала первой, которая изобразила на футболках имя благотворительной организации, а не чисто коммерческого предприятия. В 2013 году был заключён пятилетний контракт с Supermac’s обеими командами (ранее Supermac’s спонсировал только хёрлеров).

## Гэльский футбол

### История

#### Ранние годы
Первый Всеирландский чемпионат по гэльскому футболу состоялся в 1887 году: до 1891 года честь графства защищали клубы, выигравшие чемпионаты своих графств, пары составлялись при помощи жребия. Чемпионат Голуэя начал разыгрываться только в 1889 году, поэтому у Голуэя не было собственного чемпиона. Матч против Уэксфорда не состоялся, и Уэксфорд прошёл в следующий раунд. Через год планировалось начало чемпионатов в каждой провинции, однако команда Голуэя была единственной в провинции Коннахта, а сезон из-за запланированного путешествия игроков в США для распространения игры так и не был доигран: матчи полуфинала и финала не были сыграны. Команда не появилась и на чемпионате 1889. В 1890 году Голуэй как единственный представитель от Коннахта автоматически попал в полуфинале и должен был сыграть против Уэксфорда, но снова матч не состоялся, и команда Уэксфорда автоматически вышла в финал.
Следующее участие Голуэя пришлось на 1900 год, когда изменился формат турнира: победители четырёх провинциальных чемпионатов играли турнир на выбывание, победитель которого играл против Лондона во Всеирландском финале. По этой схеме розыгрыш проводился до 1903 года включительно. Голуэй как единственный представитель Коннахта должен был сыграть против Антрима, однако матч снова не состоялся, и в этот раз Голуэй автоматически прошёл в финал мини-турнира, в котором был наголову разгромлен Типперэри со счётом 2-17 — 0-1. В 1901 году состоялся первый розыгрыш чемпионата Коннахта в рамках очередного Всеирландского чемпионата. В полуфинале Голуэй нанёс поражение Роскоммону, но в своём первом провинциальном финале проиграл Мейо. За исключением 1902 и 1904 годов, когда титулы без борьбы вручались Голуэю и Мейо соответственно, чемпионат Коннахта проводился регулярно (с 2001 года чемпионат Коннахта включён в систему всеирландской квалификации: проигравшие в чемпионате получают второй шанс в квалификации).
Только в 1911 году Голуэй выиграл чемпионат Коннахта и заслуженно попал в полуфинал Всеирландского чемпионата: в финале первенства Коннахта Голуэй нанёс поражение Роскоммону со счётом 1-03 — 1-02. В полуфинале Всеирландского первенства ему достался Корк, которому голуэйцы проиграли 0-2 — 3-4. Успех на уровне провинции повторился в 1913 и 1917 годах, но и в те годы в полуфиналах Голуэй терпел поражения. В 1919 году Голуэй наконец-то вышел в финал, пройдя в переигровке полуфинала Каван со счётом 4-2 — 2-2, но проиграв Килдэру в финале со счётом 0-1 — 2-5.
Первый титул всеирландского чемпиона Голуэю удалось выиграть лишь в 1925 году, когда в плей-офф того сезона грянуло несколько крупных скандалов. Финал чемпионата Коннахта, в котором должен был определяться участник полуфиналов Всеирландского чемпионата, вовремя не был сыгран, и в итоге команду Мейо выбрали ещё до финала Коннахта для участия во Всеирландском чемпионате. В полуфинале команда Мейо обыграла команду Уэксфорда и вышла в финал, в другом полуфинале Керри нанёс поражение Кавану. Однако участники другого финала включили в заявку игроков, не имевших права выступать, что привело к автоматической дисквалификации обеих команд. Мейо изначально признали чемпионами без финала, однако с опозданием был сыгран финал Коннахта между Мейо и Голуэем, в котором победил Голуэй. Первоначальное предложение признать Голуэй чемпионом без игры было отвергнуто, и ГАА потребовала переиграть полуфинал, отправив Голуэй как представителя Коннахта. Керри потребовал немедленно признать действительным результат матча против Кавана, однако ГАА отказался. В итоге в финал всё же отправили Каван, а Мейо титула лишили. Голуэй в итоге стал чемпионом турнира, который де-факто полностью сыгран не был.
Следующую победу Голуэй одержал уже без всяческих скандалов. В 1934 году в финале Голуэем был обыгран Дублин со счётом 3-5 — 1-9, и Коннахт выиграл свой первый Кубок Сэма Магуайра, представленный как главный трофей турнира в 1928 году. В 1938 году, спустя 4 года, Голуэй выиграл свой третий титул: в первом матче финала против Керри была зафиксирована ничья 3-3 — 2-6, в переигровке Голуэй победил 2-4 — 0-7. В 1956 году Голуэй выиграл четвёртый титул на Кроук Парк, переиграв Корк со счётом 2-13 — 3-7.

#### Успех в 1960-е
1960-е годы начались для Голуэя с победы в чемпионате Коннахта 1960 года: на пути к финалу были пройдены Мейо и Слайго, в финале был побеждён Литрим. В полуфинале Всеирландского чемпионата Голуэй попал на Керри, проиграв с разницей в один гол в ворота (1-8 — 0-8). В 1966 году Голуэй продемонстрировал один из лучших сезонов в своей истории: в розыгрыше чемпионата Коннахта в Каслбаре Голуэй нанёс поражение Роскоммону со счётом 1-11 — 0-5. В финале чемпионата в Каслбаре всего благодаря одному очку «соплеменники» вырвали победу у Мейо со счётом 0-12 — 1-8, завоевав титул чемпиона провинции, и вышли в полуфинал Всеирландского первенства. В полуфинале им достался Корк. В ходе игры во втором тайме два опасных удара Ниалла Фитцджеральда отразил вратарь Голуэя Джонни Джерати; блестяще себя показали Джимми Дагган, Колин Макдонах и Сайрил Данн. Игра завершилась победой Голуэя со счётом 1-11 — 1-9, причём гол в ворота и семь голов над штангой забил Данн. В другом полуфинале Мит нанёс поражение Дауну и вышел в финал, где расценивался фаворитом. Однако Голуэй сенсационно разгромил Мит со счётом 1-10 — 0-7 и выиграл третий подряд титул Всеирландских чемпионов.

#### 1970-е — начало 1980-х
Трижды в начале 1970-х годов и 1983 годах Голуэй выходил в финал Всеирландского чемпионата, но успех ему не светил: все эти финалы голуэйцы проиграли, не в состоянии вернуть игру 1960-х. В 1971 году на пути у Голуэя встал Оффали, в 1973 году — Корк, в 1974 году — Дублин. В 1980-е годы Голуэй выиграл пять титулов чемпиона Коннахта, но попал всего один раз в финал; в 1982 году в полуфинале против Оффали всего один удар над перекладиной в исполнении Брендана Лоури не позволил Голуэю выйти в финал. Финал 1983 года против Дублина не только обернулся очередным поражением Голуэя, но и стал печально известен благодаря грубой игре и многочисленным дракам.
Уже в начале игры произошли несколько потасовок, а Барни Рок после неудачного ввода мяча в игру вратарём Голуэя Патриком Койном забил с 36 метров невероятный гол. Игроки Голуэя протестовали против засчитывания гола, поскольку тренер дублинцев Кевин Хеффернан вмешался в игру, помогая травмированному Джо Макнелли. Однако судья Джон Гоу был непреклонен, а вскоре в центре поля завязалась драка. Дублинец Брайан Маллинс с размаху ударил Брайана Талти, и судья удалил Маллинса. Ещё незадолго до перерыва у трибуны Хогана игроки снова устроили драку, и Гоу удалил по игроку с каждой стороны: у дублинцев был удалён Рэй Хэзли, у голуэйцев — Томас Тирни. В перерыве между игроками произошла ещё одна драка, однако подлинная картина событий в тоннеле не установлена, поскольку игроки не давали интервью об этом. Через пять минут после начала второго тайма по лежавшему на газоне голуэйцу Пэту О’Нилу ударил ногой дублинец Киран Дафф, за что и был удалён. У дублинцев к концу матча было 12 игроков, у голуэйцев — 14, но даже это преимущество не помогло Голуэю выиграть чемпионат, и итогом матча стало поражение Голуэя со счётом 1-8 — 1-10. Голуэйцы Томас Тирни и Питер Ли получили по месяцу дисквалификации, а ещё 4 дублинца получили разные дисквалификации (Даффу один год, тренеру Хеффернану — 3 месяца). Через год травмы четырёх игроков основного состава и травма Гая Макмануса привела к поражению от Керри в полуфинале. В 1986 и 1987 годах путь в финал преграждали Тирон и Корк, причём в 1987 году ещё была и назначена переигровка.

#### Возрождение в конце 1990-х
В 1995 году Голуэй выиграл чемпионат Коннахта, победив Мейо, и вышел в полуфинал Всеирландского чемпионата, где проиграл Тирону с разницей в один гол в ворота (3 очка). Следующие два чемпионата Коннахта для Голуэя заканчивались проигрышами от Мейо, однако в 1998 году уроженец Мейо Джон О’Махони возглавил команду и изменил всё в тот же год. В первом же раунде чемпионата Коннахта Мейо был побеждён, а в полуфинале был раздавлен Литрим со счётом 1-16 — 0-5. В первом матче финала была зафиксирована ничья с Роскоммоном (по 11 очков от каждой команды), но Голуэй в переигровке на Гайд-Парк одержал победу. В полуфинале Всеирландского чемпионата голуэйцам достались деррийцы, чемпионы Ольстера, и Голуэй победил со счётом 0-16 — 1-09.
В финале противниками голэуйцев стали килдэрцы, разбившие действовавших чемпионов из Керри. Тренером команды Килдэра был восьмикратный всеирландский чемпион Мик О’Дуайер. Голуэй считался аутсайдером перед финалом по мнению общественности и бумкекеров. Однако «белые лилии», как называли команду Килдэра, всё же не смогли устоять, и впервые за 32 года Голуэй выиграл всеирландский чемпионат. В том матче блестяще сыграли Джа Фэллон и Майкл Доннеллан, а Патрик Джойс забил превосходный гол в ворота Килдэра. Заветный Кубок Сэма Магуайра поднял над головой капитан команды Голуэя, Рэй Силк.

#### Успехи 2000 и 2001 годов
Новое тысячелетие стало для Голуэя символом прорыва. Обыграв Литрим в финале чемпионата Коннахта, Голуэй вышел в полуфинал всеирландского турнира, где победил команду Килдэра со счётом 0-15 — 2-6 и вышел в финал, в той игре Патрик Джойс набрал 7 очков. Противником в финале стала Керри, которой руководил восьмикратный всеирландский чемпион Падди О’Ши. Голуэй сумел свести финал вничью (обе команды забили по 14 голов над перекладиной), однако в переигровке уступил 1-10 — 0-17.
Возвращение Голуэя состоялось через год. Регламент Всеирландского чемпионата изменился в новом сезоне, и для потерпевших неудачу в региональном турнире команд был создан специальный квалификационный турнир, позволявший командам побороться за дополнительные путёвки в квалификации. Голуэю пришлось прибегнуть к этим мерам, поскольку в полуфинале чемпионата Коннахта команда проиграла Роскоммону. Голуэй попал в третий раунд Всеирландской квалификации, столкнувшись со сборной Арма. В ожесточённой борьбе удар Пола Клэнси над перекладиной принёс команде заветную победу со счётом 0-13 — 0-12. В четвёртом раунде Голуэй обыграл со счётом 1-14 — 1-10 команду Корка и вышел в четвертьфинал Всеирландского чемпионата. В четвертьфинале Голуэй снова столкнулся со своим обидчиком в лице Роскоммона и разбил его со счётом 0-14 — 1-5, выйдя в полуфинал на ещё одну команду, попавшую через квалификацию во Всеирландский чемпионат — на Дерри. Голуэйцы обыграли деррийцев с разницей в 3 очка и вышли во всеирландский финал, став первой командой, прошедшей в финал Всеирландского чемпионата исключительно благодаря всеирландской квалификации. Противником по финалу стал Мит, который в полуфинале разбил наголову прошлогодних чемпионов из Керри со счётом 2-14 — 0-5. На перерыв команды ушли при ничейном результате 0-6 — 0-6, но во втором тайме Мит был попросту раздавлен — голуэйцы 11 раз точно попали над перекладиной, а Мит аналогично попал только дважды, в ворота же не было забито ни одного гола. Итоговый счёт 0-17 — 0-8 в пользу Голуэя принёс победу во Всеирландском чемпионате «соплеменникам»: Патрик Джойс, набравший 10 очков благодаря 10 ударам над перекладиной, стал лучшим бомбардиром всего чемпионата с 3 голами в ворота и 45 голами над перекладиной. Капитаном команды Голуэя, удостоившимся поднять Кубок Сэма Магуайра во второй раз за 4 года, стал Гари Фэхи: команда Голуэя стала первой, которая прошла всеирландскую квалификацию и выиграла Всеирландский чемпионат.

#### 2002—2009: победы в первенстве Коннахта и провалы в квалификации
В 2002 году Голуэй снова стал чемпионом Коннахта благодаря трёхочковому голу в ворота Слайго на «Макхейл Парк», но в четвертьфинале Всеирландского чемпионата проиграл Керри со счётом 2-17 — 1-12. В 2003 году, через год, он снова выиграл первенство провинции, победив Мейо, но снова споткнулся на четвертьфинальной стадии Всеирландского чемпионата, проиграв с разницей в 3 очка Донеголу. В 2004 году Голуэй не защитил титул, проиграв Мейо в полуфинале, и вылетел в третьем раунде Всеирландской квалификации после поражения от Тирона, обыграв во втором раунде Лаут. Джон О’Махони в августе подал в отставку после семи лет работы, принесших команде 4 титула чемпиона Коннахта и два титула Всеирландских чемпионов. Новым тренером стал ещё один уроженец Мейо, Питер Форд.
В 2005 году Голуэй вернул себе титул чемпиона Коннахта, победив Мейо со счётом 0-10 — 0-8 в финале, но выбыл в четвертьфинале, потерпев поражение от прошедшего через квалификацию Корка со счётом 2-14 — 2-11. Через год Мейо взял реванш, а Голуэй проиграл всего одно очко в четвёртом раунде всеирландской квалификации Уэстмиту. В 2007 году Голуэй дошёл до финала, сметя Мейо с разницей в 7 очков и обыграв Литрим в полуфинале 0-17 — 1-10, но в финале голуэйцы проиграли команде Слайго всего одно очко, что принесло последним первую с 1975 года победу в чемпионате Коннахта. В квалификации поражение от Мита со счётом 2-14 — 1-14 стало поводом для отправки Форда в отставку и его замены на Лиама Сэммона.
В 2008 году «соплеменники» выиграли наконец-то титул чемпионов Коннахта, одолев Мейо в финале со счётом 2-12 — 1-14, но выбыли на стадии четвертьфинала, проиграв финалистам из Керри со счётом 1-21 — 1-16. В 2009 году Голуэй прошёл в пятый подряд финал чемпионата Коннахта, выбив в четвертьфинале Лондон 1-18 — 1-07, а в полуфинале — Слайго со счётом 1-13 — 0-12, причём команду спасли только попадание Джо Берджина над перекладиной и гол Шона Армстронга, забитый в компенсированное время. В финале противником Голуэя стала команда Мейо, которая разнесла Роскоммон в полуфинале со счётом 3-18 — 0-7. На протяжении большей части матча Мейо вёл в счёте, и лишь в конце игры Голуэй сумел ввязаться в погоню — благодаря удару Майкла Миэна команда сравняла счёт 2-11 — 1-14 на 72-й минуте, когда шло компенсированное время. Но на 73-й минуте Питер Гардинер попаданием над перекладиной лишил Голуэя шансов даже на переигровку. Голуэй в итоге отправился в квалификационный турнир, где с разницей в одно очко опять проиграл, но уже Донеголу. Сэммон после окончания Всеирландского чемпионата ушёл в отставку.

#### 2010-е
Тренером команды Голуэя стал Джо Кернан, выигравший с Арма в 2002 году Всеирландский чемпионат. В 2010 году команда провалила сезон, чуть не вылетев из Национальной лиги: клуб из семи матчей выиграл только 3, обыграв Монахан (1-20 — 1-14), Тирон (1-15 — 0-14) и Дублин (1-14 — 0-14) и проиграв Мейо (1-10 — 2-14), Корку (1-17 — 1-19), Керри (1-9 — 2-16) и Дерри (1-12 — 2-13). В розыгрыше чемпионата Коннахта голуэйцы с большим трудом прошли Нью-Йорк, победив 2-13 — 0-12. В полуфинале с большим трудом команда спасла ничью 1-10 — 1-10 в игре против Слайго, уступая 1-8 — 0-2 к перерыву (гол Оуэна Конкэннона в ворота и гол Гарета Брэдшоу над перекладиной помогли спасти матч), но в переигровке проиграла 1-14 — 0-16. «Соплеменники» попали на Уэксфорд во втором раунде и потерпели поражение на Пирс Стэдиум 1-11 — 0-13, причём после поражения от Слайго прошла неделя. Кернан 4 августа 2010 года подал в отставку, заявив, что его доверие к нему было «подорвано».
В октябре 2010 года команду принял бывший наставник Уэстмита Томас О’Флатарта. В 2011 году команда вылетела в Дивизион 2 Национальной футбольной лиги, а в первом же раунде чемпионата Коннахта проиграла со счётом 1-12 — 1-6 Мейо, ведя при этом в счёте к перерыву. В первом же раунде всеирландской квалификации Голуэй проиграл Миту со счётом 0-11 — 0-10, и О’Флатарта немедленно был уволен. В октябре 2011 года тренером стал бывший наставник команды до 21 года Алан Малхолланд. В 2012 году команда в розыгрыше лиги FBD Insurance прошла в четвертьфинал, обыграв Дерри, Мит и Монахан, сведя вничью матчи против Лаута и Килдэра после овертайма и проиграв Уэстмиту и Тирону. В чемпионате Коннахта команда разнесла Роскоммон со счётом 3-15 — 0-10, но в полуфинале опять проиграли Слайго со счётом 2-15 — 0-16 (оба гола в ворота забил Эдриан Маррен). Во всеирландском чемпионате команда проиграла в квалификации Антриму, вследствие чего на уровне советов графства серьёзно задумались о том, почему в гэльском футболе за 10 лет произошла такая деградация. С 2004 года по 2012 годы команда не выиграла ни один матч в рамках собственно Всеирландского чемпионата.
В 2013 году команда Голуэя не смогла вернуться в Дивизион 1 Национальной футбольной лиги, второй раз подряд потерпев неудачу. Из чемпионата Коннахта команда с треском вылетела, проиграв Мейо со счётом 4-16 — 0-11 и заработав две красные карточки. В первом раунде квалификации Голуэй обыграл команду Типперэри со счётом 1-12 — 0-11 на Пирс Стэдиум и впервые за 9 лет сумел победить в матче всеирландской квалификации или финального этапа Всеирландского чемпионата. Во втором раунде благодаря голу Майкла Миэна в ворота Уотерфорда Голуэй с перевесом в одно очко одержал победу. В третьем раунде им досталась команда Арма, которая была фаворитом противостояния, так как без проблем разобралась в предыдущих матчах с противниками. Однако Голуэй выбил Арма со счётом 1-11 — 0-9 и вышел в 4-й раунд, попав на Корк. Будучи аутсайдером в противостоянии, Голуэй показал мощную игру и даже вёл с преимуществом в 4 очка, но проиграл с разницей в одно очко.
В 2014 году «соплеменники» провалили начало Национальной футбольной лиги, и только победы в двух последних играх помогли им не провалиться в 3-й дивизион. В розыгрыше чемпионата Коннахта команда начала с победы над финалистами прошлого года из Лондона со счётом 3-17 — 0-7. В полуфинале им достался Слайго, который удалось обыграть на «Маркевич Парк» со счётом 0-16 — 0-11. Впервые за 5 лет Голуэй вышел в финал, где встретился с действовавшими чемпионами из Мейо и потерпел поражение на «Макхейл Парк» 3-14 — 0-16. Мейо же выиграл четвёртый титул подряд, а Голуэй попал в 4-й раунд квалификации, выйдя на Типперэри. Типперэрцы на пути к 4-му раунду победили команды Лонгфорда и Лиишь. Матч состоялся на нейтральном стадионе «О’Коннор Парк» в Талламоре. В первой половине матча игра была равной, однако к перерыву Голуэй вышел вперёд благодаря голам в ворота, забитым Финтаном О’Кёрраном и Томом Флинном. Во втором тайме Дэнни Камминс и Майкл Ланди поразили ворота Типперэри ещё по разу, укрепив лидерство «соплеменников». В конце игры Типперэри сократил разрыв до пяти очков, однако Голуэй удержал победный счёт 4-17 — 4-12 и впервые с 2008 года прорвался в четвертьфинал Всеирландского чемпионата по гэльскому футболу. В четвертьфинале 3 августа 2014 года на Кроук Парк Голуэй провёл игру против команды Керри, но потерпел поражение против будущих всеирландских чемпионов, а Алан Малхолланд после поражения подал в отставку. В сентябре его преемником на посту стал Кевин Уолш, ранее тренировавший Слайго.
2015 год ознаменовался неоднозначным выступлением: после двух побед в Национальной лиге над Митом и Уэстмитом последовали поражения от Дауна, Кавана и Лиишь. Проигрывая Роскоммону 7 очков, команда сумела спасти игру и вырвать победу, а решающая игра против Килдэра завершилась не только уверенной победой голуэйцев, но и вылетом Килдэра в 3-й дивизион. Для Голуэя выступление в чемпионате Коннахта того года закончилось в полуфинале поражением от Мейо. Во всеирландской квалификации команда дошла до последнего раунда, где была бита Донеголом 3-12 — 0-11.
Несмотря на победу в лиге FBD Insurance, от команды не ждали никакого прорыва в чемпионате Коннахта в 2016 году, поскольку та снова не вышла в 1-й дивизион. В полуфинале чемпионата Голуэй должен был сыграть против Мейо в Каслбаре и перед игрой числился абсолютным аутсайдером. За 20 минут до конца второго тайма Голуэй проигрывал с разницей в 4 очка, когда Гэри Сайс отыграл одно очко. В последующей атаке Том Флинн перехватил мяч после неудачного ввода мяча в игру голкипером Мейо Робби Хеннелли и забил в ворота Мейо. В итоге Голуэй вырвал победу со счётом 1-12 — 0-12, что стало одной из самых громких сенсаций розыгрыша чемпионата Коннахта в том году. В финале Голуэю предстояло играть против Роскоммона: в матче, имея преимущество в два очка, Голуэй в итоге упустил победу. Роскоммон добился переигровки, которая, однако, оказалась на пользу Голуэю: с отрывом в 11 очков Голуэй выиграл свой 46-й титул чемпиона Коннахта и лишь первый за 8 лет. Это позволило Голуэю выйти в четвертьфинал Всеирландского первенства и попасть на Типперэри, который в том году сенсационно дошёл до финала чемпионата Ленстера. Однако «Золушка», как окрестили сборную Типперэри журналисты, разнесла Голуэй со счётом 3-13 — 1-10 и не позволила состояться «коннахтскому дерби» в полуфинале между Голуэем и Мейо.
В 2017 году Голуэй выиграл второй подряд титул чемпиона лиги FBD Insurance. Команда, которая отыграла шесть лет в Дивизионе 2 Национальной футбольной лиги, поставила перед собой цель — выйти в этом году в Дивизион 1. По итогам выступлений с пятью победами, ничейным результатом против команды Корка и поражением от Мита Голуэй вышел в финал дивизиона против Килдэра и одержал победу со счётом 0-18 — 0-16, впервые с 2001 года победив на «Кроук Парк» и вернувшись в Дивизион 1. В том же году в розыгрыше чемпионата Коннахта в полуфинале Голуэй опять попал на Мейо, сыграв на сыром поле на Пирс Стэдиум и с большим трудом победив 0-15 — 1-11. В финале голуэйцев поджидал Роскоммон, однако игра сложилась не так, как год назад: роскоммонцы взяли реванш 2-15 — 0-12. В финальном этапе всеирландской квалификации Голуэй встретился с Донеголом и буквально уничтожил его, разгромив со счётом 4-17 — 0-14 и выйдя снова в четвертьфинал Всеирландского чемпионата. В четвертьфинале Голуэй попал на Керри, который не терпел поражения на «Кроук Парк» с 1965 года. Несмотря на все усилия, Голуэй проиграл 0-13 — 1-18, а в его ворота был забит гол Кираном Донахью.
Спустя год Голуэй выиграл регулярное первенство Национальной футбольной лиги и вышел в финал, где сыграл с Дублином, с которым в регулярном первенстве сыграл вничью 0-13 — 0-13. В финале голуэйцам так не повезло, и «горожане» победили Голуэй со счётом 0-18 — 0-14. В том же году Голуэй выиграл чемпионат Коннахта, победив Роскоммон 0-16 — 2-06. Изменённый регламент привёл к созданию группового этапа: Монахан и Голуэй вышли с 1-го и 2-го места соответственно в полуфинал, где Голуэй опять угодил под дублинский «каток», разгромно проиграв 1-24 — 2-12. В 2019 году Голуэй снова сошёлся с Роскоммоном в финале чемпионата Коннахта, но проиграл 0-12 — 1-13, а в розыгрыше Национальной футбольной лиги занял 5-е место. 4-й раунд Всеирландской квалификации стал первой и последней игрой Голуэя во Всеирландском чемпионате: Мейо победил «соплеменников» 2-13 — 1-13.
Первый матч в чемпионате Коннахта 2020 года с участием Голуэя пройдёт против команды Нью-Йорка.

### Династии игроков
Есть несколько семей, разные поколения которых играли за сборную графства Голуэй. Джо Дагган выступал в 1940-е годы (три поражения подряд в финалах), его сын Джимми три раза выходил в финалы с 1971 по 1974 годы и все три раза проиграл. Джон «Талл» Данн выиграл два Всеирландских чемпионата в 1934 и 1938 годах, а его сын Сайрил выиграл финалы 1964, 1965 и 1966 годах, в которых его отец был и тренером сборной. Майкл Доннеллан стал победителем Всеирландского чемпионата 1925 года де-факто без игры, а также выиграл по всем правилам турнир в 1934 году. Его сыновья Джон и Пэт принимали участие в победных финалах 1964, 1965 и 1966 года, а внук Майкл стал автором голевого паса на Патрика Джойса в финале 1998 года.

### Финалы Национальной футбольной лиги
| Год  | Место      | Противник | Счёт        |
| ---- | ---------- | --------- | ----------- |
| 1940 | Кроук Парк | Мит       | 2-5 — 1-5   |
| 1957 | Кроук Парк | Керри     | 1-8 — 0-6   |
| 1965 | Кроук Парк | Керри     | 1-7 — 0-8   |
| 1966 | Кроук Парк | Лонгфорд  | 0-8 — 0-9   |
| 1981 | Кроук Парк | Роскоммон | 1-11 — 1-3  |
| 1984 | Лимерик    | Керри     | 0-11 — 1-11 |
| 2001 | Кроук Парк | Мейо      | 0-12 — 0-13 |
| 2004 | Кроук Парк | Керри     | 1-16 — 3-11 |
| 2006 | Лимерик    | Керри     | 0-10 — 2-12 |

### Финалы Всеирландского чемпионата
| Год  | Стадион    | Противник | Счёт                      | Зрителей            |
| ---- | ---------- | --------- | ------------------------- | ------------------- |
| 1919 | Кроук Парк | Килдэр    | 0-1 — 2-5                 | 32 000              |
| 1922 | Кроук Парк | Дублин    | 0-4 — 0-6                 | 11 792              |
| 1925 | Кроук Парк | Каван     | 3-2 — 1-2                 | Нет данных          |
| 1933 | Кроук Парк | Каван     | 1-4 — 2-5                 | 45 188              |
| 1934 | Кроук Парк | Дублин    | 3-5 — 1-9                 | 36 143              |
| 1938 | Кроук Парк | Керри     | 3-3 — 2-6 / 2-4 — 0-7     | 68 950 / 47 851     |
| 1940 | Кроук Парк | Керри     | 0-7 — 1-3                 | 60 821              |
| 1941 | Кроук Парк | Керри     | 0-7 — 1-8                 | 45 512              |
| 1942 | Кроук Парк | Дублин    | 1-8 — 1-10                | 37 105              |
| 1956 | Кроук Парк | Корк      | 2-13 — 3-7                | 70 722              |
| 1959 | Кроук Парк | Керри     | 1-4 — 3-7                 | 85 897              |
| 1963 | Кроук Парк | Дублин    | 0-10 — 1-9                | 87 106              |
| 1964 | Кроук Парк | Керри     | 0-15 — 0-10               | 76 498              |
| 1965 | Кроук Парк | Керри     | 0-12 — 0-9                | 77 735              |
| 1966 | Кроук Парк | Мит       | 1-10 — 0-7                | 71 569              |
| 1971 | Кроук Парк | Оффали    | 2-8 — 1-14                | 70 789              |
| 1973 | Кроук Парк | Корк      | 2-13 — 3-17               | 73 308              |
| 1974 | Кроук Парк | Дублин    | 1-6 — 0-14                | 71 898              |
| 1983 | Кроук Парк | Дублин    | 1-8 — 1-10                | 71 988              |
| 1998 | Кроук Парк | Килдэр    | 1-14 — 1-10               | 65 886              |
| 2000 | Кроук Парк | Керри     | 0-14 — 0-14 / 1-10 — 0-17 | Нет данных / 64 094 |
| 2001 | Кроук Парк | Мит       | 0-17 — 0-8                | 70 842              |

## Достижения команды по гэльскому футболу
- Всеирландские чемпионы: 9 раз (1925, 1934, 1938, 1956, 1964, 1965, 1966, 1998, 2001)
- Всеирландские чемпионы среди дублёров[англ.]: 4 раза (1931, 1958, 1965, 1985)
- Всеирландские чемпионы (до 21 года)[англ.]: 5 раз (1972, 2002, 2005, 2011, 2013)
- Всеирландские чемпионы среди юниоров[англ.]: 7 раз (1952, 1960, 1970, 1976, 1986, 2007, 2022)
- Всеирландские чемпионы среди школьников[англ.]: 1964, 1965, 1976
- Чемпионы Национальной футбольной лиги[англ.]: 4 раза (1940, 1957, 1965, 1981)
- Чемпионы Коннахта: 47 раз (1900*, 1902, 1911, 1913, 1917, 1919, 1922, 1925, 1926, 1933, 1934, 1938, 1940, 1941, 1942, 1945, 1954, 1956, 1957, 1958, 1959, 1960, 1963, 1964, 1965, 1966, 1968, 1970, 1971, 1973, 1974, 1976, 1982, 1983, 1984, 1986, 1987, 1995, 1998, 2000, 2002, 2003, 2005, 2008, 2016, 2018, 2022, 2023)
- Чемпионы Коннахта среди юниоров[англ.]: 26 раз (1932, 1937, 1938, 1952, 1959, 1960, 1969, 1970, 1972, 1976, 1982, 1983, 1986, 1987, 1988, 1990, 1993, 1994, 1995, 2002, 2003, 2004, 2005, 2007, 2015[21][22], 2016[23], 2017[24])
- Чемпионы Коннахта (до 21 года)[англ.]: 19 раз (1964, 1965, 1972, 1979, 1981, 1987, 1988, 1989, 1990, 1992, 1993, 1996, 1998, 2000, 2002, 2005, 2011, 2013, 2017)
- Чемпионы Коннахтской Лиги FBD[англ.]: 10 раз (1998, 2001, 2002, 2006, 2008, 2009, 2016, 2017, 2020, 2022)

### Текущий состав
- Менеджер[англ.]: Патрик Джойс[англ.] (Киллерерин[англ.])
- Главный тренер: Джон Дивилли[англ.] (Килкеррин-Клонберн[англ.])
- Тренерский штаб: Джон Конкэннон (Миллтаун[англ.]), Майкл О’Доннелл (Карраро[англ.])

Заявка на матч четвёртого раунда всеирландской квалификации Всеирландского чемпионата 2019 года против Мейо (6 июля 2019)
| \| Номер \| Имя \| Позиция \| Клуб \| \| ----- \| ---------------------- \| --------------------- \| -------------------------- \| \| 1 \| Рури Лавелль \| Вратарь \| Солтхилл-Нокнакарра[англ.] \| \| 2 \| Эоган Керин \| Правый корнер-бэк \| Аннадаун[англ.] \| \| 3 \| Шон Энди О’Келли \| Фулл-бэк \| Нив Анна Леттермор[англ.] \| \| 4 \| Лиам Силк[англ.] \| Левый корнер-бэк \| Корофин[англ.] \| \| 5 \| Гарри О’Доннелл[англ.] \| Правый винг-бэк \| Туам Старз[англ.] \| \| 6 \| Киллиан Макдейд \| Центр-бэк \| Мойкаллен[англ.] \| \| 7 \| Джон Дэйли \| Левый винг-бэк \| Монивей Эббинокмой[англ.] \| \| 8 \| Том Флинн[англ.] \| Полузащитник \| Атенрай[англ.] \| \| 9 \| Майкл Дэйли \| Полузащитник \| Маунтбеллью-Мойлох[англ.] \| \| 10 \| Питер Кук \| Правый винг-форвард \| Мойкаллен[англ.] \| \| 11 \| Шейн Уолш[англ.] \| Центр-форвард \| Килкеррин-Клонберн[англ.] \| \| 12 \| Джонни Хини \| Левый винг-форвард \| Килланин[англ.] \| \| 13 \| Энтони О’Ли \| Правый корнер-форвард \| Спидл \| \| 14 \| Мартин Фаррагер \| Фулл-форвард \| Корофин[англ.] \| \| 15 \| Иан Бёрк[англ.] \| Левый корнер-форвард \| Корофин[англ.] \| \| 16 \| Бернард Пауэр \| Вратарь \| Корофин[англ.] \| \| 17 \| Имон Бранниган \| Запасной \| Сент-Майклс \| \| 18 \| Пол Конрой[англ.] \| Запасной \| Сент-Джеймс[англ.] \| \| 19 \| Дэмьен Комер[англ.] \| Запасной \| Аннадаун[англ.] \| \| 20 \| Дэнни Камминс[англ.] \| Запасной \| Клэрголуэй[англ.] \| \| 21 \| Джонни Дуэн[англ.] \| Запасной \| Сент-Джеймс[англ.] \| \| 22 \| Роберт Финнерти \| Запасной \| Солтхилл-Нокнакарра[англ.] \| \| 23 \| Шон Келли \| Запасной \| Мойкаллен[англ.] \| \| 24 \| Деклан Кайн \| Запасной \| Клонбер \| \| 25 \| Киран Моллой \| Запасной \| Корофин[англ.] \| \| 26 \| Эдриан Варли \| Запасной \| Кортун Шемрокс[англ.] \| |                  |                       |                     |
| Номер | Имя              | Позиция               | Клуб                |
| 1 | Рури Лавелль     | Вратарь               | Солтхилл-Нокнакарра |
| 2 | Эоган Керин      | Правый корнер-бэк     | Аннадаун            |
| 3 | Шон Энди О’Келли | Фулл-бэк              | Нив Анна Леттермор  |
| 4 | Лиам Силк        | Левый корнер-бэк      | Корофин             |
| 5 | Гарри О’Доннелл  | Правый винг-бэк       | Туам Старз          |
| 6 | Киллиан Макдейд  | Центр-бэк             | Мойкаллен           |
| 7 | Джон Дэйли       | Левый винг-бэк        | Монивей Эббинокмой  |
| 8 | Том Флинн        | Полузащитник          | Атенрай             |
| 9 | Майкл Дэйли      | Полузащитник          | Маунтбеллью-Мойлох  |
| 10 | Питер Кук        | Правый винг-форвард   | Мойкаллен           |
| 11 | Шейн Уолш        | Центр-форвард         | Килкеррин-Клонберн  |
| 12 | Джонни Хини      | Левый винг-форвард    | Килланин            |
| 13 | Энтони О’Ли      | Правый корнер-форвард | Спидл               |
| 14 | Мартин Фаррагер  | Фулл-форвард          | Корофин             |
| 15 | Иан Бёрк         | Левый корнер-форвард  | Корофин             |
| 16 | Бернард Пауэр    | Вратарь               | Корофин             |
| 17 | Имон Бранниган   | Запасной              | Сент-Майклс         |
| 18 | Пол Конрой       | Запасной              | Сент-Джеймс         |
| 19 | Дэмьен Комер     | Запасной              | Аннадаун            |
| 20 | Дэнни Камминс    | Запасной              | Клэрголуэй          |
| 21 | Джонни Дуэн      | Запасной              | Сент-Джеймс         |
| 22 | Роберт Финнерти  | Запасной              | Солтхилл-Нокнакарра |
| 23 | Шон Келли        | Запасной              | Мойкаллен           |
| 24 | Деклан Кайн      | Запасной              | Клонбер             |
| 25 | Киран Моллой     | Запасной              | Корофин             |
| 26 | Эдриан Варли     | Запасной              | Кортун Шемрокс      |

### Игроки в сборной звёзд ГАА
По состоянию на 2019 год 37 раз игроки Голуэя попадали в символическую сборную ГАА. Жирным в этом списке выделены обладатели приза лучшего игрока года по версии ГАА.
- 1971: Пи-Джей Смит[англ.], Джек Косгроув[англ.], Лиам Сэммон[англ.], Шеймус Лейдон[англ.]
- 1972: Томми Джо Гилмор[англ.]
- 1973: Лиам О’Нил[англ.], Томми Джо Гилмор[англ.], Лиам Сэммон[англ.]
- 1974: Джонни Хьюз[англ.], Том Ноутон[англ.], Джонни Тобин
- 1976: Джонни Хьюз[англ.]
- 1981: Шеймус Макхью[англ.], Барри Бреннан
- 1983: Стивен Кинневи
- 1984: Шеймус Макхью
- 1987: Вэл Дэйли[англ.]
- 1990: Вэл Дэйли[англ.]
- 1995: Джарлат Фаллон[англ.]
- 1998: Мартин Макнамара[англ.], Томас Мэннион, Шон О’Депор[англ.], Кевин Уолш[англ.], Майкл Доннелан[англ.], Джарлат Фаллон[англ.], Патрик Джойс[англ.]
- 2000: Деклан Миэн[англ.], Майкл Доннелан[англ.], Патрик Джойс[англ.], Дерек Сэвидж[англ.]
- 2001: Киран Фитцджеральд[англ.], Деклан Миэн[англ.], Шон О’Депор[англ.], Кевин Уолш[англ.], Майкл Доннелан[англ.], Патрик Джойс[англ.]
- 2003: Кевин Уолш[англ.]
- 2018: Иан Бёрк[англ.]

### Команда тысячелетия
В 1999 году в преддверии третьего тысячелетия жюри, куда вошли президенты Голуэйского совета ГАА и спортивные журналисты, составило символическую сборную из лучших игроков Голуэя прошлых лет.
|                                    |                                   |                                     |  |
|                                    | Вратарь                           |                                     |  |
|                                    | Джонни Джерати (Фазер Гриффинс)   |                                     |  |
|                                    |                                   |                                     |  |
| Правый угловой защитник            | Чистый защитник                   | Левый угловой защитник              |  |
| Энда Коллеран (Маунтбеллью-Мойлох) | Ноэл Тирни (Миллтаун)             | Том Диллон (Ахаскра, Сент-Грелланс) |  |
|                                    |                                   |                                     |  |
| Правый крайний защитник            | Центральный защитник              | Левый крайний защитник              |  |
| Джон Доннеллан (Данмор Макхейлс)   | Томми Джо Гилмор (Кортун Шемрокс) | Шон О’Депор (Карраро)               |  |
|                                    |                                   |                                     |  |
|                                    | Полузащитники                     |                                     |  |
| Джон Данн (Сент-Грелланс)          |                                   | Мэтти Макдонах (Баллигар)           |  |
|                                    |                                   |                                     |  |
| Правый крайний нападающий          | Центральный нападающий            | Левый крайний нападающий            |  |
| Сайрил Данн (Сент-Грелланс)        | Шон Пёрселл (Туам Старз)          | Шеймус Лейдон (Данмор Макхейлс)     |  |
|                                    |                                   |                                     |  |
| Правый угловой нападающий          | Чистый нападающий                 | Левый угловой нападающий            |  |
|                                    |                                   |                                     |  |
| Джон Кинан (Данмор Макхейлс)       | Фрэнк Стокуэлл (Туам Старз)       | Брендан Нестор (Данмор Макхейлс)    |  |

## Хёрлинг

### История

#### Ранние годы. «Проклятие» команды
Голуэй в первом розыгрыше Всеирландского чемпионата по хёрлингу дошёл до финала, проиграв там Типперэри. Следующий финал состоялся в 1923 году, когда Голуэй одержал победу над Лимериком и взял свой первый трофей. Ещё четыре раза он играл в финалах в том же десятилетии (1924, 1925, 1928 и 1929), но проиграл все четыре финала. Следующие три финала (1953, 1955 и 1958) Голуэй также проиграл.
После поражения в 1958 году, когда миновало 35 лет с момента первой и единственной на тот моменты победы Голуэя во всеирландском чемпионате, в народе появились слухи о том, что клуб стал жертвой некоего «проклятия» — подобные серии без побед были у команды Мейо в гэльском футболе и у команды Клэра в хёрлинге. В 1969 году после выхода команды Коннахта в финал турнира четырёх провинций Railway Cup впервые за 10 лет интерес к хёрлингу в Голуэе вырос: костяк команды составляла именно сборная Голуэя. В финале команда сошлась против Манстера, уступив лишь в переигровке. Однако в том же году Голуэй сенсационно проиграл Лондону, а через год команда Коннахта проиграла Ольстеру в том же межпровинциальном чемпионате. В 1975 и 1979 годах Голуэй снова вышел в финалы, однако разгромно проиграл оба финала, что лишь укрепило сложившееся в обществе мнение о «проклятии».

#### Прорыв в 1980-е годы
В 1980 году команда «Каслгар» выиграла Всеирландский клубный чемпионат, а Коннахт в борьбе за кубок провинций нанёс поражение Манстеру, что благоприятно сказалось на выступлении Голуэя. В 1980 году команда, которую тренировал Сайрил Фаррелл, начала выступление во Всеирландском чемпионате с игры против Килдэра в четвертьфинале и победила 5-15 — 1-11. В полуфинале Голуэй вышел на Оффали, чемпиона Ленстера, и с разницей в 2 очка победил, выйдя в финал (4-9 — 3-10). В финале противником стал Лимерик, и в том финале непосредственно в ворота обеих команд было забито по 5 голов. Голуэй победил со счётом 2-15 — 3-9, и его капитан Джо Коннолли поднял над головой заветный кубок Лиама Маккарти впервые с 1923 года, когда это сделал Мик Кенни.
19 июля 1981 года Голуэй начал защиту титула с игры против Антрима, одержав уверенную победу со счётом 6-23 — 3-11. В полуфинале Голуэй встретился со своим противником по прошлогоднему финалу из Лимерика, и в упорной борьбе забитый в ворота лимерикцев гол принёс Голуэю ничью 1-08 — 0-11 и право на переигровку: в переигровке Голуэй победил со счётом 4-16 — 2-17 и вышел в финал. Однако в финале он проиграл команде Оффали, которую год назад прошёл в полуфинале — оффалийцы победили со счётом 2-12 — 0-15. В 1985 и 1986 годах Голуэй выходил снова в финал, но проиграл финалы соответственно Оффали и Корку. В 1987 году Голуэй под руководством того же Фаррелла в полуфинале Всеирландского чемпионата обыграл Типперэри со счётом 3-20 — 2-17 и вышел в финал: капитан Конор Хэйес и подававший надежды Джо Куни, набравший пять очков, помогли одержать победу над Килкенни со счётом 1-12 — 0-9. 22-летний Куни выиграл в том же году приз лучшего игрока года.
В 1988 году Голуэй впервые защитил свой титул чемпиона: 16 июля в четвертьфинале он обыграл сборную Лондона со счётом 4-30 — 2-8, в полуфинале он победил неудобную команду Оффали со счётом 3-18 — 3-11. В финале Голуэй обыграл команду Типперэри со счётом 1-15 — 0-14 и выиграл четвёртый титул Всеирландских чемпионов.

#### Спад после 1980-х
Ожидалось, что после побед 1987 и 1988 годов Голуэй закрепится в хёрлинге. Для болельщиков славными воспоминаниями стали забитый Джоном Комминслм пенальти и борьба команды до победного конца в финале. В 1989 году команда со скандалом проиграла в полуфинале Типперэри, в 1990 году потерпела поражение в финале от Корка. В 1993 году Голуэй потерпел поражение от Килкенни, что стало началом долгой драмы: в 1992—1994 годах клубы Голуэя выигрывали клубный всеирландский чемпионат, причём «Атенрай» победил в 1997, 2000 и 2001 годах, но сборная и близко не подбиралась к победе ни в расформированном ныне чемпионате Коннахта, ни уже в новом чемпионате Ленстера, где играли команды от Коннахта. В 2009 году команда дебютировала в чемпионате Ленстера.
В мае 2010 года в розыгрыше Национальной лиги хёрлинга Голуэй одержал 9-ю в своей истории победу, победив в финале Корк на Сэмпл Стэдиум. В том же году Голуэй в рамках Всеирландского чемпионата начал выступления с победы над Уэксфордом с разницей в 11 очков, затем в переигровке полуфинала победил команду Оффали. В финале Голуэй проиграл Килкенни со счётом 1-12 — 1-19, что стало 20-й победой подряд в матчах чемпионата Ленстера для Килкенни, но автоматически попал в четвертьфинал, где проиграл в упорной борьбе Типперэри 3-16 — 3-17. Килкенни, собиравшийся выиграть пятый чемпионат подряд, как раз проиграл команде из Типперэри.
В 2011 году от Голуэя ожидали выход в финал Всеирландского чемпионата: Голуэй, победив в 4 из 5 матчей (в том числе обыграв Килкенни) в Национальной лиге, давал надежду. Однако команда проиграла два оставшихся матча, а в чемпионате Ленстера за победой над Уэстмитом последовал унизительный разгром от Дублина со счётом 2-18 — 2-07, причём Голуэй ни разу по игре даже не показал желание уйти от поражения. В квалификации Голуэй сумел обыграть Клэр и Корк, попав в четвертьфинал и выйдя на Уотерфорд, который двумя неделями ранее проиграл Типперэри, пропустив семь мячей в ворота. Недооценка противника Голуэеем сыграла злую шутку: Уотерфорд выиграл со счётом 2-23 — 2-13, что заставило руководство Голуэйских советов ГАА серьёзно задуматься о том, что происходит с хёрлингом в графстве.

#### Эпоха Энтони Каннингема
Энтони Каннингем, который выиграл в 2011 году всеирландский чемпионат с молодёжным составом, принял вскоре команду, взяв в тренерский штаб Мэтти Коулмена и Тома Хелеберта. От команды ожидали серьёзных перемен, но дело осложнялось тем, что сборная чуть не вылетела из Дивизиона 1 Национальной лиги, сохранив свою прописку только путём победы над Дублином. В финале чемпионата Ленстера Голуэй сошёлся против Килкенни, обыграв на пути к финалу Уэстмит и Оффали, и нанёс поражение килкеннийцам со счётом 2-21 — 2-11, выиграв свой первый Кубок Боба О’Кифа. В полуфинале всеирландского чемпионата Голуэй победил команду из Корка, а в финале опять попал на Килкенни. В первом тайме финала благодаря голу в ворота, забитому Джо Каннингом, Голуэй вёл 1-9 — 0-7, но Килкенни во втором тайме отыгрался благодаря пенальти в исполнении Генри Шеффлина. За 30 секунд до конца на Дэйви Гленноне был совершён фол, и Каниннг забил снова со штрафного, впервые за 53 года заставив ГАА провести переигровку финала. Однако в переигровке Голуэй проиграл 3-11 — 3-22.
Позже медаль чемпиона Ленстера 2012 года была продана на аукционе eBay за 570 евро, чем заинтересовался Голуэйский совет ГАА. 2017 год для Голуэя стал самым удачным: в один год команда выиграла и чемпионат Ленстера, и Всеирландский чемпионат, и Национальную лигу хёрлинга.

## Достижения команды по хёрлингу
- Всеирландские чемпионы[англ.]: 1923, 1980, 1987, 1988, 2017
- Всеирландские чемпионы среди дублёров[англ.]: 1939, 1996
- Всеирландские чемпионы (до 21 года)[англ.]: 10 раз (1972, 1978, 1983, 1986, 1991, 1993, 1996, 2005, 2007, 2011)
- Всеирландские чемпионы (второй эшелон)[англ.]: 1999, 2002, 2015[27]
- Всеирландские чемпионы среди юниоров[англ.]: 14 раз (1983, 1992, 1994, 1999, 2000, 2004, 2005, 2009, 2011, 2015, 2017, 2018, 2019[англ.], 2020[англ.])
- Всеирландские чемпионы среди школьников[англ.]: 15 раз (1980, 1981, 1982, 1983, 1984, 1985, 1986, 1987, 1992, 1993, 1994, 1995, 1999, 2001, 2002, 2003, 2011)
- Чемпионы Национальной лиги[англ.]: 11 раз (1932, 1951, 1975, 1987, 1989, 1996, 2000, 2004, 2010, 2017, 2021)
- Обладатели Кубка Уолша[англ.]: 2010[англ.], 2015[англ.], 2019[англ.], 2023[англ.]
- Победители Нью-Йоркской классики[англ.]: 2015
- Обладатели Кубка диких гусей[англ.]: 2018
- Чемпионы Коннахта[англ.]: 25 раз (1900, 1901, 1902, 1903, 1904, 1905, 1906, 1907, 1908, 1910, 1911, 1912, 1914, 1915, 1917, 1919, 1920, 1921, 1922, 1994, 1995, 1996, 1997, 1998, 1999)
- Чемпионы Ленстера[англ.]: 2012[англ.], 2017[англ.][28], 2018[англ.][29].
- Чемпионы Ленстера (второй эшелон)[англ.]: 2015[30]
- Чемпионы Ленстера (до 21 года)[англ.]: 2018[англ.]

### Текущий состав
- Менеджер[англ.]: Шейн О’Нил

Заявка на Финал чемпионата Ленстера по хёрлингу 2018 против Лимерика (19 августа 2018)
| \| Номер \| Имя \| Позиция \| Клуб \| \| ----- \| ------------------------ \| --------------------- \| ----------------------- \| \| 1 \| Джеймс Скехилл[англ.] \| Вратарь \| Каппатэггл[англ.] \| \| 2 \| Эдриан Туохи[англ.] \| Правый корнер-бэк \| Бих[англ.] \| \| 3 \| Дэйти Бёрк[англ.] \| Фулл-бэк \| Тёрлохмор[англ.] \| \| 4 \| Джон Хэнбери[англ.] \| Левый корнер-бэк \| Рахун-Ньюкасл[англ.] \| \| 5 \| Патрик Мэннион[англ.] \| Правый винг-бэк \| Ахаскра-Фохена[англ.] \| \| 6 \| Джерард Макинерни[англ.] \| Центр-бэк \| Оранмор-Мари[англ.] \| \| 7 \| Эйдан Харт[англ.] \| Левый винг-бэк \| Горт[англ.] \| \| 8 \| Джонни Коэн[англ.] \| Полузащитник \| Лохрей[англ.] \| \| 9 \| Дэвид Бёрк[англ.] \| Полузащитник \| Сент-Томас[англ.] \| \| 10 \| Джозеф Куни[англ.] \| Правый хав-форвард \| Сарсфилдс[англ.] \| \| 11 \| Джо Каннинг[англ.] \| Центр-форвард \| Портамна[англ.] \| \| 12 \| Джонатан Глинн[англ.] \| Левый хав-форвард \| Ардрахан[англ.] \| \| 13 \| Конор Уэлан[англ.] \| Правый корнер-форвард \| Кинварра[англ.] \| \| 14 \| Конор Куни[англ.] \| Фулл-форвард \| Сент-Томас[англ.] \| \| 15 \| Кэтал Мэннион[англ.] \| Левый корнер-форвард \| Ахаскра-Фохена[англ.] \| \| 16 \| Фергал Фланнери[англ.] \| Вратарь \| Патрик Пирсез[англ.] \| \| 17 \| Пол Киллин[англ.] \| Запасной \| Тина-Эбби/Данири[англ.] \| \| 18 \| Шон Лофтус[англ.] \| Запасной \| Тёрлохмор[англ.] \| \| 19 \| Шон Линнейн \| Запасной \| Тёрлохмор[англ.] \| \| 20 \| Ронан Бёрк[англ.] \| Запасной \| Тёрлохмор[англ.] \| \| 21 \| Шейн Куни \| Запасной \| Сент-Томас[англ.] \| \| 22 \| Ниалл Бёрк[англ.] \| Запасной \| Оранмор-Мари[англ.] \| \| 23 \| Томас Монахан[англ.] \| Запасной \| Крохуэлл[англ.] \| \| 24 \| Эйна Бёрк[англ.] \| Запасной \| Сент-Томас[англ.] \| \| 25 \| Джейсон Флинн[англ.] \| Запасной \| Томми Ларкинс[англ.] \| \| 26 \| Дэйви Гленнон[англ.] \| Запасной \| Маллах[англ.] \| |                   |                       |                  |
| Номер | Имя               | Позиция               | Клуб             |
| 1 | Джеймс Скехилл    | Вратарь               | Каппатэггл       |
| 2 | Эдриан Туохи      | Правый корнер-бэк     | Бих              |
| 3 | Дэйти Бёрк        | Фулл-бэк              | Тёрлохмор        |
| 4 | Джон Хэнбери      | Левый корнер-бэк      | Рахун-Ньюкасл    |
| 5 | Патрик Мэннион    | Правый винг-бэк       | Ахаскра-Фохена   |
| 6 | Джерард Макинерни | Центр-бэк             | Оранмор-Мари     |
| 7 | Эйдан Харт        | Левый винг-бэк        | Горт             |
| 8 | Джонни Коэн       | Полузащитник          | Лохрей           |
| 9 | Дэвид Бёрк        | Полузащитник          | Сент-Томас       |
| 10 | Джозеф Куни       | Правый хав-форвард    | Сарсфилдс        |
| 11 | Джо Каннинг       | Центр-форвард         | Портамна         |
| 12 | Джонатан Глинн    | Левый хав-форвард     | Ардрахан         |
| 13 | Конор Уэлан       | Правый корнер-форвард | Кинварра         |
| 14 | Конор Куни        | Фулл-форвард          | Сент-Томас       |
| 15 | Кэтал Мэннион     | Левый корнер-форвард  | Ахаскра-Фохена   |
| 16 | Фергал Фланнери   | Вратарь               | Патрик Пирсез    |
| 17 | Пол Киллин        | Запасной              | Тина-Эбби/Данири |
| 18 | Шон Лофтус        | Запасной              | Тёрлохмор        |
| 19 | Шон Линнейн       | Запасной              | Тёрлохмор        |
| 20 | Ронан Бёрк        | Запасной              | Тёрлохмор        |
| 21 | Шейн Куни         | Запасной              | Сент-Томас       |
| 22 | Ниалл Бёрк        | Запасной              | Оранмор-Мари     |
| 23 | Томас Монахан     | Запасной              | Крохуэлл         |
| 24 | Эйна Бёрк         | Запасной              | Сент-Томас       |
| 25 | Джейсон Флинн     | Запасной              | Томми Ларкинс    |
| 26 | Дэйви Гленнон     | Запасной              | Маллах           |

### Игроки в сборной звёзд ГАА
Ниже приведены 95 хёрлеров, попадавших в сборную звёзд ГАА.
- 1971: Джон Коннолли[англ.]
- 1975: Ниалл Макинерни[англ.], Шон Силк[англ.], Игги Кларк[англ.]
- 1976: Джо Макдонах[англ.], Фрэнк Бёрк[англ.]
- 1977: Пи-Джей Моллой[англ.]
- 1978: Игги Кларк[англ.]
- 1979: Игги Кларк[англ.], Джон Коннолли[англ.], Фрэнк Бёрк[англ.]
- 1980: Ниалл Макинерни[англ.], Джимми Куни[англ.], Шон Силк[англ.], Игги Кларк[англ.], Джо Коннолли[англ.], Берни Форд[англ.]
- 1981: Джимми Куни[англ.], Стив Махон[англ.]
- 1983: Ноэл Лэйн[англ.]
- 1984: Ноэл Лэйн[англ.]
- 1985: Шеймус Коэн[англ.], Сильви Линнейн[англ.], Пит Финнерти[англ.], Брендан Лински[англ.], Джо Куни[англ.]
- 1986: Конор Хэйес[англ.], Сильви Линнейн[англ.], Пит Финнерти[англ.], Тони Киди[англ.], Джо Куни[англ.]
- 1987: Конор Хэйес[англ.], Олли Килкенни[англ.], Пит Финнерти[англ.], Стив Махон[англ.], Майкл Макграт[англ.], Джо Куни[англ.]
- 1988: Джон Комминс[англ.], Сильви Линнейн[англ.], Конор Хэйес[англ.], Пит Финнерти[англ.], Тони Киди[англ.], Мартин Ноутон[англ.], Майкл Макграт[англ.]
- 1989: Джон Комминс[англ.], Шон Трэйси[англ.], Майкл Коулмен[англ.], Джо Куни[англ.], Эйна Райан[англ.]
- 1990: Пит Финнерти[англ.], Майкл Коулмен[англ.], Джо Куни[англ.]
- 1991: Шон Трэйси[англ.]
- 1993: Патрик Келли[англ.], Пэт Мэлоун[англ.], Джо Рэббайт[англ.]
- 1995: Майкл Коулмен[англ.]
- 1996: Том Хелеберт[англ.]
- 1997: Кевин Бродерик[англ.]
- 2000: Джо Рэббайт[англ.]
- 2001: Олли Каннинг[англ.], Лиам Ходжинс[англ.], Кевин Бродерик[англ.], Юджин Клунан[англ.]
- 2003: Олли Каннинг[англ.]
- 2005: Олли Каннинг[англ.], Дерек Хардимен[англ.], Джер Фаррагер[англ.], Дэмьен Хэйес[англ.]
- 2008: Джо Каннинг[англ.]
- 2009: Олли Каннинг[англ.], Джо Каннинг[англ.]
- 2010: Дэмьен Хэйес[англ.]
- 2012: Фергал Мур[англ.], Дэвид Коллинс[англ.], Йарла Тэнниан[англ.], Дэмьен Хэйес[англ.], Джо Каннинг[англ.], Дэвид Бёрк[англ.]
- 2015: Колм Калланан[англ.], Дэйти Бёрк[англ.], Дэвид Бёрк[англ.], Кэтал Мэннион[англ.]
- 2016: Дэйти Бёрк[англ.], Дэвид Бёрк[англ.]
- 2017: Патрик Мэннион[англ.], Дэйти Бёрк[англ.], Джерард Макинерни[англ.], Дэвид Бёрк[англ.], Джо Каннинг[англ.], Конор Уэлан[англ.], Конор Куни[англ.]
- 2018: Дэйти Бёрк[англ.], Патрик Мэннион[англ.], Джо Каннинг[англ.]

## Камоги
Голуэй вышел впервые в финал Всеирландского чемпионата по камоги в 1932 году, в котором потерпел поражение. Далее последовали ещё семь провальных финалов, прежде чем Голуэй выиграл финал 1996 года. В активе Голуэя есть три титула чемпиона Национальной лиги 1994, 2002 и 2005 годов. На клубном уровне всеирландскими чемпионами становились клубы «Оранмур» (1974), «Пирсес» (1996, 1997, 2000, 2001, 2002), «Атенрай» (1977), «Маллах» (1990 и «Киллимор» (2011).
Среди выдающихся игроков в камоги выделяются игроки символической сборной всеирландских чемпионатов: Шинейд Кахалан, Вероника Кёртин
, Джессика Джилл, Реджайна Глинн, Энн-Мэри Хэйес и Тереза Мар. Также известна лучший молодой игрок 2004 года Стефани Гэннон, лучший игрок дублёров 1985 года Дейрдре Костелло и такие игроки, как Имельда Хоббинс, Дениз Джиллиган, Шерон Глинн и Эйлин Ноутон.
В 2010—2015 годах в графстве действовал план развития камоги под девизом «Наша игра, наша страсть» (англ. Our Game, Our Passion); к 2015 году планировалось создать пять новых клубов по этому виду спорта.

### Достижения
- Всеирландские чемпионки[англ.]: 1996[англ.], 2013[англ.], 2019[англ.]
- Всеирландские чемпионки среди дублёров[англ.]: 1972, 1979, 1985, 1988, 1994, 1998, 2003
- Всеирландские чемпионки среди юниорок[англ.]: 2010[англ.], 2011[англ.]
- Всеирландские чемпионки среди команд второго эшелона[англ.]: 2004, 2013[36]
- Чемпионки Национальной лиги[англ.]: 1994[англ.], 2002[англ.] и 2005[англ.]
- Чемпионки Национальной лиги среди дублёров: 3 раза (1985, 1995, 2003)
- Всеирландские чемпионки (до 16): 9 раз (1977, 1981, 1986, 1987, 1994, 1996, 1997, 2000, 2004)

## Женский гэльский футбол

### Достижения
- Всеирландские чемпионки[англ.]: 2004
- Всеирландские чемпионки среди дублёров[англ.]: 1985, 2002
- Всеирландские чемпионки среди команд второго эшелона[англ.]: 1992
- Всеирландские чемпионки (до 18 лет)[англ.]: 2002, 2005, 2010, 2013, 2014, 2018
- Всеирландские чемпионки (до 16 лет)[англ.]: 2003, 2012, 2017, 2018
- Всеирландские чемпионки (до 14 лет)[англ.]: 2008, 2017